# Deep Cove (Nueva Zelanda)
Deep Cove (en maorí: Taipaririki) es un brazo del Doubtful Sound, una profunda hendidura en la costa suroeste de la isla Sur de Nueva Zelanda. Junto con el brazo Hall, que se encuentra al suroeste de Deep Cove, forma una de las dos partes más alejadas del estrecho del mar de Tasmania, ya que su desembocadura se encuentra a 32 kilómetros de la boca de Doubtful Sound. La isla Elizabeth se encuentra cerca de la confluencia de Deep Cove y el brazo Hall. Deep Cove tiene unos cuatro kilómetros de longitud y alberga varias cascadas, como las de Helena y Lady Alice.
Hasta la década de 1960, sólo se podía acceder a Deep Cove desde el mar o a través del sendero del paso de Wilmot. Sin embargo, en 1964 la cala empezó a tener una actividad considerable al convertirse en una parte importante del Proyecto Hidroeléctrico de Manapouri como lugar del túnel de cola del lago Manapouri. Un túnel de 10 kilómetros conecta la cala con el lago. El túnel se terminó a finales de 1969 y la central eléctrica entró en funcionamiento al año siguiente. En 1997 se puso en marcha un segundo túnel, que entró en funcionamiento en 2002.
El vertido de agua dulce clara ha afectado a la fauna y la flora al dejar pasar la luz a las capas inferiores del estrecho. No obstante, se trata de una zona con una gran afluencia natural de agua dulce (caen 7,6 metros de lluvia al año). En los años 80 se presentó una solicitud para extraer y enviar el agua al extranjero, pero el proyecto no prosperó. 
La fuerte estratificación de salinidad generada por la capa de agua dulce ha sido objeto de varias expediciones oceanográficas que han utilizado la cala como laboratorio natural. Las investigaciones han constatado que la naturaleza fluvial de la afluencia se disipa gradualmente a lo largo de unos pocos kilómetros, pero que la parte inferior de la pluma de agua dulce mantiene una de las estratificaciones más acusadas jamás observadas. Las mediciones detectaron el movimiento de las olas internas tanto de la entrada del río cercano como del océano a 40 km de distancia.

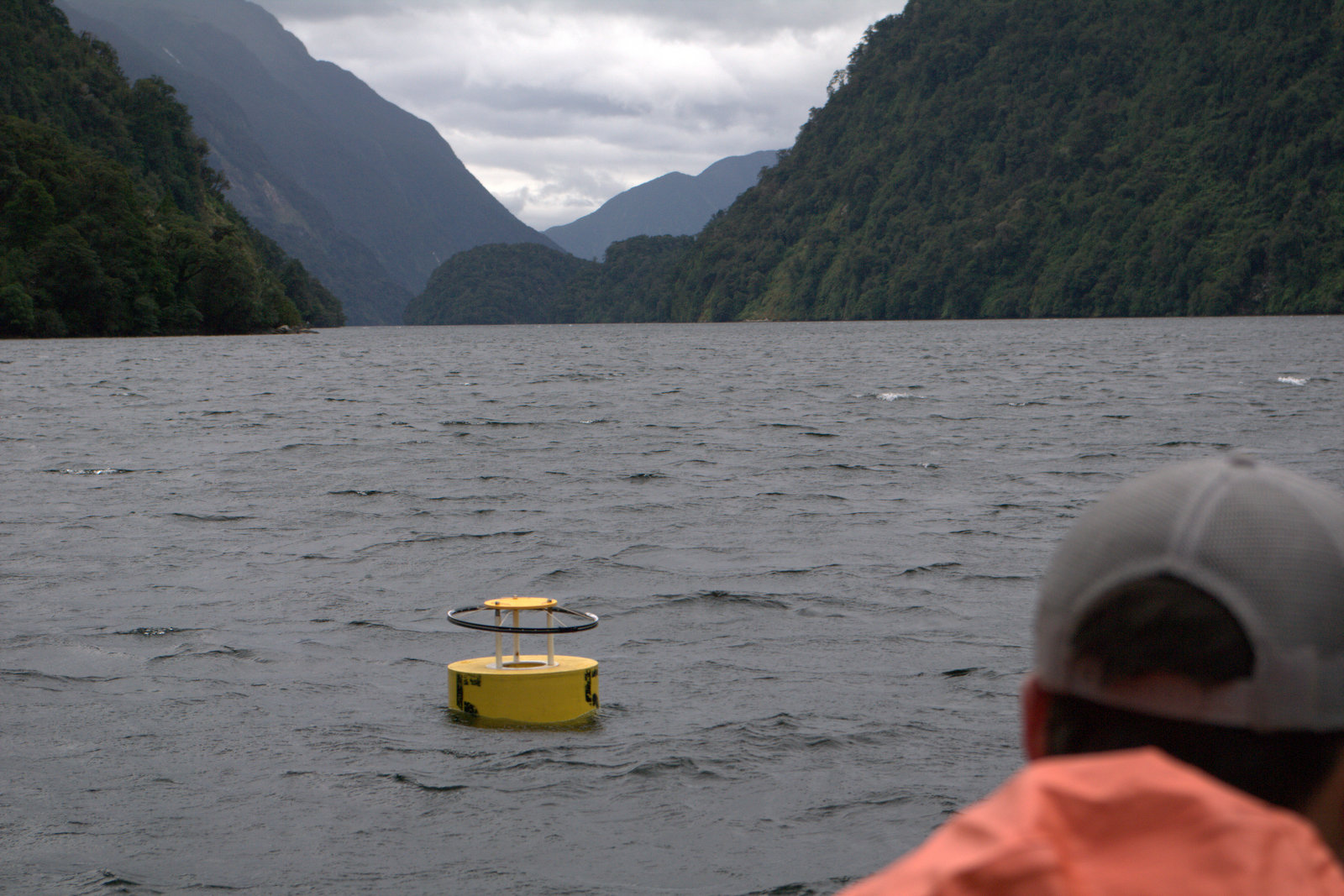
Boya científica desplegada en Deep Cove (Nueva Zelanda) en 2016 para detectar la estratificación y la mezcla. La boya fue desarrollada en el Instituto Scripps de Oceanografía.

En la actualidad, Deep Cove sirve de punto de partida para los cruceros por el Doubtful Sound en barcos turísticos estacionados en un pequeño muelle en Wanganella Cove, dentro de Deep Cove. Las excursiones de un día entero parten de Manapouri en barco para recorrer el lago Manapouri, seguidas de un viaje en autobús por el paso de Wilmot, y regresan por el mismo camino tras la excursión en barco por Doubtful Sound. El muelle de Deep Cove también se utiliza para descargar de las barcazas componentes de gran tamaño, como transformadores, que se entregan a la central eléctrica de Manapouri a través del paso de Wilmot, ya que no hay otro acceso por carretera a la central y estos componentes serían demasiado grandes para transportarlos por el lago Manapouri desde el otro lado.

## Vegetación y fauna
La fauna de esta zona incluye delfines y aves. Entre las especies introducidas figuran ratones, ratas y liebres. La cuenca de Deep Cove está muy arbolada, con árboles Nothofagus (hayas) y una gran variedad de arbustos y helechos en el sotobosque. 